# Télécommunications au Cameroun
Les télécommunications au Cameroun comprennent la radio, la télévision, les téléphones fixes et mobiles, et l'Internet.

## Histoire
Pendant la colonisation allemande, la première ligne télégraphique, la première ligne téléphonique et le premier télégraphe sans fil ont été installés dans le protectorat du Kamerun. Cependant, le pays est resté peu développé en matière de télécommunications. Pendant la Première Guerre mondiale, les Allemands ont suivi une politique de la terre brûlée qui impliquait la destruction des lignes de communication, y compris le téléphone et le télégraphe.
Au Cameroun britannique, de 1916 aux années 1950, les communications reposaient sur les coureurs de drapeaux qui ont été décrits comme des "lignes téléphoniques humaines". Les chemins suivis par les coureurs ont servi de base au développement des lignes télégraphiques sur le territoire. Par exemple, la ligne de Buéa-Kumba à Ossidinge utilisait les mêmes chemins que les coursiers. Au milieu des années 1930, le câblage du Cameroun britannique a reçu plus de soutien.

## Radio et télévision
- Stations de radio :

- Cameroon Radio Television (CRTV), propriété de l'État ; un radiodiffuseur privé ; environ 70 stations de radio privées sans licence en activité, mais susceptibles d'être fermées à tout moment ; les services de presse étrangers sont tenus de s'associer à une station nationale appartenant à l'État (2007)[3].
- 2 AM, 9 FM et 3 stations à ondes courtes (2001).
- Réseau de télévision :
- Cameroon Radio Television (CRTV), propriété de l'État, 2 chaînes de télévision privées (2007)[3].
- une station (2001).

Le gouvernement maintient un contrôle étroit sur les médias de diffusion. Le Cameroon Radio Television (CRTV), propriété de l'État, exploite un réseau de télévision et de radio. C'était le seul radiodiffuseur officiellement reconnu et disposant d'une licence complète jusqu'en août 2007, date à laquelle le gouvernement a délivré des licences à deux chaînes de télévision et une station de radio privées.
Environ 375 stations de radio privées étaient en activité en 2012, dont les trois quarts à Yaoundé et Douala. Le gouvernement exige que les stations de radio rurales à but non lucratif soumettent des demandes pour émettre, mais elles étaient exemptées des frais de licence. Les diffuseurs commerciaux de radio et de télévision doivent soumettre une demande de licence et payer des frais de demande, puis payer des frais de licence annuels élevés. Plusieurs stations de radio communautaires rurales fonctionnent grâce à des financements étrangers. Le gouvernement interdit à ces stations de discuter de politique.
Avec le contrôle étroit exercé par le gouvernement, Reporters sans frontières a indiqué dans son enquête de terrain que "Les autorités imposent aux journalistes un climat de craintes et d'auto-censure".
La radio Radio France internationale est disponible via des relais locaux FM (Bafoussam 101.1, Bamenda 105.8, Douala 97.8, Garoua 104.8, Maroua 101.6, Yaoundé 105.5). 
La radio BBC World Service est disponible via des relais locaux (98.4 FM à Yaoundé, la capitale).

## Téléphones
- Indicatif téléphonique : +237[3]
- Préfixe d'appel international : 00

Lignes connectées :
- 737 400 lignes utilisées, 88e rang mondial (2012)[3] ;
- 130 700 lignes en service (2006).

Mobiles cellulaires :
- 13,1 millions de lignes, 64e rang mondial (2012)[3] ;
- 4,5 millions de lignes (2007).
- Système téléphonique : le système comprend le câble, le faisceau hertzien et la diffusion troposphérique ; Camtel, le fournisseur monopolistique du service fixe, ne fournit des connexions que pour environ 3 personnes sur 100 ; l'équipement est vieux et obsolète, et les connexions avec de nombreuses régions du pays ne sont pas fiables ; l'utilisation du téléphone mobile-cellulaire, qui reflète en partie le mauvais état et l'insuffisance générale du réseau fixe, a fortement augmenté, atteignant une base d'abonnés de 50 personnes sur 100 (2011)[3].
- Câbles de communication : Le système de câble à fibre optique SAT-3/WASC (South Africa Transit 3/West Africa Submarine Cable) assure la connectivité avec l'Europe et l'Asie (2011)[3] ; une connexion est prévue au système de câble ACE (Africa Coast to Europe) qui relie les pays de la côte ouest de l'Afrique entre eux ainsi qu'avec le Portugal et la France depuis 2021.
- Stations terriennes de satellites : 2 Intelsat (océan Atlantique) (2011)[3].

## Internet
- Domaine de premier niveau : .cm[3]
- Utilisateurs d'Internet :
- 1,1 million d'utilisateurs, 113e rang mondial ; 5,7 % de la population, 184e rang mondial (2012)[7].
- 985 565 utilisateurs (2011) ;
- 749 600 utilisateurs, 106e rang mondial (2009).
- Haut débit fixe : 1 006 abonnements, 180e rang mondial ; moins de 0,05 % de la population, 190e rang mondial (2012)[7].
- Haut débit sans fil : Inconnu (2012).
- Hôtes Internet :
- 10 207 hôtes, 134e rang mondial (2012)[3] ;
- 69 hôtes (2008).
- IPv4 : 137 728 adresses allouées, moins de 0,05% du total mondial, 6,8 adresses pour 1000 personnes (2012)[8],[9].
- Fournisseur d'accès à Internet :
- Creolink Communications[10]

Un certain nombre de projets sont en cours qui amélioreront l'accès à Internet, les télécommunications et les technologies de l'information et des communications (TIC) en général :
- Mise en œuvre du projet e-post, qui relie 234 bureaux de poste dans tout le pays ;
- Extension du réseau national de fibre optique, l'installation des 3 200 km initiaux de fibre est terminée et les études pour l'installation de 3 400 km supplémentaires sont en cours ;
- Construction de télécentres communautaires polyvalents. Quelque 115 télécentres sont en service et 205 autres sont en construction ;
- La construction des boucles optiques métropolitaines, la boucle optique urbaine de Douala est terminée et la construction de la boucle de Yaoundé est en cours ;
- Construction de points d'atterrissage pour les câbles sous-marins ;
- Mise en place d'une Infrastructure à clés publiques (ICP) ;
- Construction d'un parc technologique régional pour soutenir le développement des TIC.

### Censure et surveillance d'Internet et de la presse
Il n'y avait pas en 2012 de restrictions gouvernementales sur l'accès à Internet ni de rapports indiquant que le gouvernement surveillait les courriels ou les salons de discussion sur Internet.
Bien que la loi prévoit la liberté d'expression et de la presse, elle criminalise les délits de presse et le gouvernement restreint les libertés d'expression et de presse. Les représentants du gouvernement menacent, harcèlent, arrêtent et refusent l'égalité de traitement aux individus ou aux organisations qui critiquent les politiques gouvernementales ou expriment des points de vue en désaccord avec la politique gouvernementale. Les personnes qui critiquent le gouvernement en public ou en privé sont parfois victimes de représailles. La liberté de la presse est limitée par des lois strictes sur la diffamation qui répriment les critiques. Ces lois autorisent le gouvernement, à sa discrétion et à la demande du plaignant, à criminaliser un procès civil en diffamation ou à engager un procès pénal en diffamation dans les cas de diffamation présumée contre le président et d'autres hauts fonctionnaires du gouvernement. De tels crimes sont passibles de peines de prison et de lourdes amendes.
Bien que la constitution et la loi interdisent toute ingérence arbitraire dans la vie privée, la famille, le domicile ou la correspondance, ces droits sont soumis à des restrictions pour les "intérêts supérieurs de l'État", et il existe des rapports crédibles selon lesquels les policiers et les gendarmes harcèlent les citoyens, effectuent des perquisitions sans mandat et ouvrent ou saisissent le courrier en toute impunité.